# 16. Para-Ski Weltmeisterschaft
Die nach FAI-Reglement ausgetragene 16. Para-Ski Weltmeisterschaft fand vom 7. bis 11. März 2017 in St. Johann in Österreich statt. Das Teilnehmerfeld setzte sich aus 65 Athleten aus 8 Nationen zusammen.
Para-Ski ist eine Kombinationssportart aus Riesenslalom und Fallschirm-Zielspringen im alpinen Gelände.

## Medaillengewinner
Kombinationswertung
| Wertung           | 1. Platz           | 2. Platz           | 3. Platz          |
| ----------------- | ------------------ | ------------------ | ----------------- |
| Mannschaft Herren | Russia 1           | Austria White      | Czech Republic A  |
| Mannschaft Damen  | Austria Ladies     | Switzerland Female | Russia 1 Female   |
| Herren            | Alexey Burenin     | Sebastian Graser   | Ayaz Karimov      |
| Damen             | Magdalena Schwertl | Christina Franz    | Andzhela Govorova |
| Junioren < 24     | Sebastian Graser   | Manuel Sulzbacher  | Jakub Rataj       |
| Masters > 50      | Anton Gruber       | Marco Valente      | Karl Kreuzer      |

## Medaillenspiegel
| Platz | Land       | Gold | Silber | Bronze | Gesamt |
| 1     | Österreich | 4    | 3      | 1      | 8      |
| 2     | Russland   | 2    | 0      | 3      | 5      |
| 3     | Schweiz    | 0    | 2      | 0      | 2      |
| 4     | Italien    | 0    | 1      | 0      | 1      |
| 5     | Tschechien | 0    | 0      | 2      | 2      |